# Éparchie de Mississauga des Syro-Malabars
L'éparchie de Mississauga des Syro-Malabars est une juridiction de l'Église catholique destinée aux fidèles de l'Église catholique syro-malabare, Église orientale en communion avec Rome, résidant au Canada. Elle a été érigée en tant qu'éparchie le 22 décembre 2018, depuis un exarchat apostolique, l'« exarchat apostolique du Canada pour les fidèles de rite syro-malabar ».

## Histoire
L'exarchat apostolique est érigé le 6 août 2015, par le pape François. Celui-ci est élevé au rang d'éparchie le 22 décembre 2018 par le pape François.

## Liste des ordinaires
- depuis le 6 août 2015 : Jose Kalluvelil (en)